# Artemisa (pokrajina)
Artemisa je jedna od dviju novih pokrajina nastalih podjelom pokrajine Havana. Odluka Kubanskog parlamenta o kreiranju novih pokrajina stupila je na snagu 1. siječnja 2011. godine.